# Ourikéla
Ourikéla is een gemeente (commune) in de regio Sikasso in Mali. De gemeente telt 23.800 inwoners (2009).
De gemeente bestaat uit de volgende plaatsen:
- Besso
- Dionina
- Farakoro
- Ourikéla
- Palasso
- Tiby
- Tioula
- Zéouléna
- Zéréla